# Victor Smirnoff
Pour les articles homonymes, voir Smirnoff (homonymie).
Victor Nikolaïevitch Smirnoff est un psychanalyste et neuropsychiatre, né à Pétrograd le 27 novembre 1919 et mort à Paris le 5 novembre 1994.

## Biographie
Ses parents, médecins socio-démocrates russes, émigrent en 1921, au moment de l'arrivée au pouvoir des bolcheviques. Il vit d'abord à Berlin puis arrive en France en 1929, où il fait ses études de médecine. Il obtient un poste de psychiatre dans le service de Georges Heuyer, puis obtient une bourse Rockfeller et se forme en psychiatrie de l'enfant. Il est l'un des premiers à promouvoir une pratique psychanalytique en dispensaire, et crée le département de psychothérapie du XVe arrondissement, rue Tiphaine. Il participe à l'enseignement de la psychanalyse avec Daniel Widlöcher et Jean-Louis Lang. Il fait une analyse avec Jacques Lacan en 1954, et devient membre de la Société française de psychanalyse. Il est très impliqué dans les discussions sur l'affiliation à l'Association psychanalytique internationale qui précède le congrès de la SFP à Stockholm, en juillet 1963. Il est l'un des rédacteurs de la motion signée par six « motionnaires » en analyse avec Lacan - Piera Aulagnier, Daniel Widlöcher, Jean Laplanche, J.-B. Pontalis, Jean-Louis Lang et lui-même. Lors de la dissolution de la SFP, il participe à la création de l'Association psychanalytique de France en 1964, dont il a été le président en 1975 puis en 1984. Il a été l'un des premiers membres du comité de rédaction de la Nouvelle Revue de psychanalyse. Il traduit de l'anglais plusieurs textes psychanalytiques, notamment Envie et gratitude de Melanie Klein et l'article de Donald Winnicott, « Objets transitionnels et phénomènes transitionnels ».

## Publications
- La Psychanalyse de l'enfant, 6e édition, Paris, Puf, 1992,  (ISBN 2130440517) extraits :